# Marąg (rzeka)
Marąg (pot. Morąg) – rzeka, lewobrzeżny dopływ Pasłęki. Wypływa z jeziora Marąg. Długość 2,7 km, powierzchnia zlewni 106,2 km², przepływ – 0,87 m³/s przy ujściu. Dopływem rzeki Marąg jest Łukta.
Marąg w 1988 roku, ze względu na zanieczyszczenia biologiczne, miała III klasę czystości wody. Badania WIOŚ przeprowadzone w 2001 roku wykazały ponownie III klasę czystości wód tej rzeki.
Poprzednią niemiecką nazwą rzeki było Mahrung-Fließ. Polską nazwę Marąg wprowadzono urzędowo w 1949 r.